# Гней Помпей Катуллин
Гней Помпей Катуллин (лат. Gnaeus Pompeius Catullinus; умер после 90 года) — римский государственный и политический деятель, консул-суффект 90 года.

## Биография
О биографии Катуллина в источниках сохранилось крайне мало сведений. В 90 году он занимал должность консула-суффекта вместе с Марком Туллием Цериалом. Кроме того, известно, что Катуллин являлся близким другом императора Домициана.